# Разплата (2014)
Разплата (2014) е турнир по професионална борба (кеч) с гледане (PPV), провеждан от WWE.
Турнирът е планиран да се пронеде м Allstate Арена в с. Роузмънт, щата Илинойс, САЩ на 1 юни 2014 г. Това е вторият турнир в хронологията на серията Разплата, с първи турнир проведен през 2013 година.

### Фон
Разплата ще включва професионални кеч мачове с участието на различни борци от предварително съществуващи сценарист вражди, парцепи, и сюжетни линии, които се разиграват на телевиционни програми на WWE. Борци изобразяват герои и злодеи, тъй като те следват поредица от събития, които се натрупват напрежение, и завърши с кеч по борба или серия от мачове.
Основното събития позиция на турнира между Еволюция (Трите Хикса, Ранди Ортън и Батиста) срещу Щитът (Дийн Амброуз, Сет Ролинс и Роман Рейнс). След като Еволюция загубиха на предния турнир Екстремни правила 2014, Еволюция продължават да враждуват с Щитът. На следващата вечер в Първична сила, Трите Хикса принуди Дийн Амброуз да защити титлата си United States Championship в мач кралска битка между 20 мъже, която бе спечелена от Шеймъс. След това Щит воюват със Семейството Уаят по-късно през нощта; просто, тъй като нещата се обърнаха в полза на Щит, Еволюция излезнаха и разсеяха Щит, и Брей Уаят се възползва и да вземе победата за семейството. Еволюция длед това нападнаха Щит и направиха Тройна бомба на Роман Рейнс. Следващата седмица, Щит придизвикват Еволюция за реванш на Разплата които Еволюция приемат. Това беше обявено след седмица в Първична сила, че мъчът им на Разплата ще бъде без правила отборен елиминационен мач.
Враждата им започна след турнира Елиминационна клетка (2014) на турнира Кечмания 30, Джон Сина победи Брей Уаят а на следващия турнир Екстремни правила 2014 в стоманената клетка Брей победи Сина чрез бягство от клетката. На 12 май издание на Първична сила, Уаят предизвиква Сина в мач Последния оцелиял на турнира Разплата, Джон Сина прие предизвикателството на Уаят на 16 май издание на Разбиване.
На 19 май издание на Първична сила. имаше три Beat
предизвикателство на Часовник мачове за определяне на нов претендент да се бие срещу Лоши новини Барет за Интерконтиненталната титла на Разплата. Мачовете бяха Биг И срещу Райбек, Роб Ван Дам срещу Алберто Дел Рио, и Долф Зиглър срещу Марк Хенри. Биг И победи Райбек за 05:02; Ван Дам победи Дел Рио за 04:15; и Зиглър и Хенри няма победител от техния мач равен мач. Това даде Роб Ван Дам да спечели.
Шеймъс ще защитава титлата на съединените щати срещу Сезаро на Разплата. Двамата кечисти са се сражавали до двойно countout на 13 май в епизод на Майн Евент. На 19 май епизод на Първична сила, Сезаро победи Шеймъс в трети реванш за титлата поради някаква лека намеса от мениджъра на Сезаро Пол Хеймън, създаванена мач за титлата на PPV.

## Резултати
| #                                                                                | Мач                                                                                                   | Правила                                                            | Време |
| -------------------------------------------------------------------------------- | --- | ------------------------------------------------------------------ | ----- |
| Преди шоуто                                                                      | Ел Торито (с Диего и Фернандо) победи Хорнсуогъл (с Хийт Слейтър, Джиндър Махал и Дрю Макинтайър)     | Маска срещу Коса мач                                               | 07:06 |
| 1                                                                                | Шеймъс (ш) победи Антонио Сезаро (с Пол Хеймън)                                                       | Сингъл мач за титлата на съединените американски щати              | 11:36 |
| 2                                                                                | Райбак и Къртис Аксел победиха Коуди Роудс и Златен Прах                                              | Отборен мач                                                        | 07:48 |
| 3                                                                                | Русев (с Лана) победи Големият И чрез предаване                                                       | Сингъл мач                                                         | 03:37 |
| 4                                                                                | Бо Далас срещу Кофи Кингстън без победител                                                            | Сингъл мач                                                         | 00:36 |
| 5                                                                                | Бад Нюз Барет (ш) победи Роб Ван Дам                                                                  | Сингъл мач за интерконтиненталната титла                           | 09:30 |
| 6                                                                                | Джон Сина (с Братята Усо) победи Брей Уаят (с Люк Харпър и Ерик Роуън)                                | Мач последния оцелял                                               | 24:15 |
| 7                                                                                | Пейдж (ш) победи Алиша Фокс чрез предаване                                                            | Сингъл мач за титлата на дивите                                    | 06:32 |
| 8                                                                                | Щитът (Дийн Амброус, Сет Ролинс и Роман Рейнс) победиха Еволюция (Трите Хикса, Ренди Ортън и Батиста) | Мач без никакви ограничения Отборен елиминационен мач между 6-мъже | 30:56 |
| (ш) – показва шампиона/шампионите † – означава, че мача е преди шоуто (pre-show) | |                                                                    |       |